# Dusona signator
Dusona signator är en stekelart som först beskrevs av Brauns 1895.  Dusona signator ingår i släktet Dusona och familjen brokparasitsteklar. Inga underarter finns listade i Catalogue of Life.